# Wily and Right no RockBoard: That's Paradise
Wily and Right no RockBoard: That's Paradise (ou simplement RockBoard) est un jeu vidéo de simulation économique développé et édité par Capcom le 15 janvier 1993 pour la Famicom uniquement au Japon, spin-off de la série originale Mega Man de Capcom. Le gameplay est similaire au jeu de plateau Monopoly, dans lequel les joueurs et l'intelligence artificielle jouent au tour par tour autour d'un ensemble de carrés connectés, achètent des biens et font payer les loyers aux autres participants lorsqu'ils atterrissent sur ces espaces. RockBoard a bénéficié d'une traduction anglaise et d'une version Game Boy en développement, mais n'ont pas été commercialisées. La presse spécialisée a très mal accueilli ce jeu,,,,,.